# پژو تیپ ۶۱
پژو تیپ ۶۱ یک مدل خودرو است که توسط شرکت فرانسوی پژو در سال ۱۹۰۴ تولید شد.